# Natália Júkova
Natália Oleksándrivna Júkova (5 de junho de 1979) é uma Grande Mestre de xadrez da Ucrânia com participação nas Olimpíadas de xadrez. Jukova participou de todas as edições de 1996 a 2014 tendo conquistado um total de seis medalhas sendo 4 por equipes e 2 individuais. Em Turim (2006) conquistou a medalha de ouro jogando no primeiro tabuleiro e em Dresda (2008) e a de prata por participação individual e por equipes. Em Istambul (2012) e Tromso (2014) foi bronze por equipes e ouro individual na última participação jogando no terceiro e quarto tabuleiro, respectivamente.